# Knut Tore Berland
Knut Tore Berland (* 7. Dezember 1964 in Kvinnherad) ist ein norwegischer Biathlontrainer und früherer Biathlet.
Knut Tore Berland startete für Buskerud. 1992 gewann er bei den nationalen Meisterschaften in Skrautvål gemeinsam mit Ole Einar Bjørndalen, Nils Anders Lien und Dag Bjørndalen die Silbermedaille im Staffelrennen. Auch 1994 in Trondheim gewann er mit Ole Einar Bjørndalen, Dag Bjørndalen und Frode Andresen Staffelsilber. Die Staffel in derselben Zusammensetzung wurde 1995 in Fet Dritter.
Berland ist seit Beginn der 1990er Jahre Biathlontrainer. Er arbeitete 16 Jahre am Sportgymnasium NTG in Geilo und Lillehammer, wo er unter anderem Emil Hegle Svendsen und Tarjei Bø trainierte. 2005 gründete er das erste norwegische Biathlon-Privatteam Team Birkebeineren Biathlon (heute Team 1,5).
2008 wurde Berland in Nachfolge von Audun Svartdal Trainer des Frauennationalteams Norwegens. Größter Erfolg seiner Amtszeit war der Olympiasieg von Tora Berger im Einzel bei den Olympischen Winterspielen 2010 in Vancouver. Nach zwei Jahren in der Position des Cheftrainers beendete er diese Tätigkeit nach der Saison 2009/10, um sich intensiver seiner Familie widmen zu können. Sein Nachfolger wurde Egil Gjelland. Später arbeitete er in Russland als Techniktrainer und in Kanada.
Seit 2015 ist Berland Cheftrainer der Männermannschaft des Privatteams Team Havland (früher Team Fosen Yard und Team Mesterbakeren), dem zwischenzeitlich unter anderem Vetle Sjåstad Christiansen, Filip Fjeld Andersen und Johan-Olav Botn angehörten. In der Saison 2024/25 sind Sverre Dahlen Aspenes und Vetle Paulsen Teil der Mannschaft.